# Portrait d'Eugenia Primavesi
Le Portrait d'Eugenia Primavesi est un tableau réalisé par le peintre autrichien Gustav Klimt en 1913-1914. Cette huile sur toile est le portrait à mi-cuisses d'Eugenia Primavesi, dont l'artiste représente par ailleurs la fille dans Mäda Primavesi. Le sujet est représenté  devant un fond jaune dans une robe à fleurs. L'œuvre est conservée au musée municipal d'Art de Toyota, à Toyota, dans la préfecture d'Aichi, au Japon.

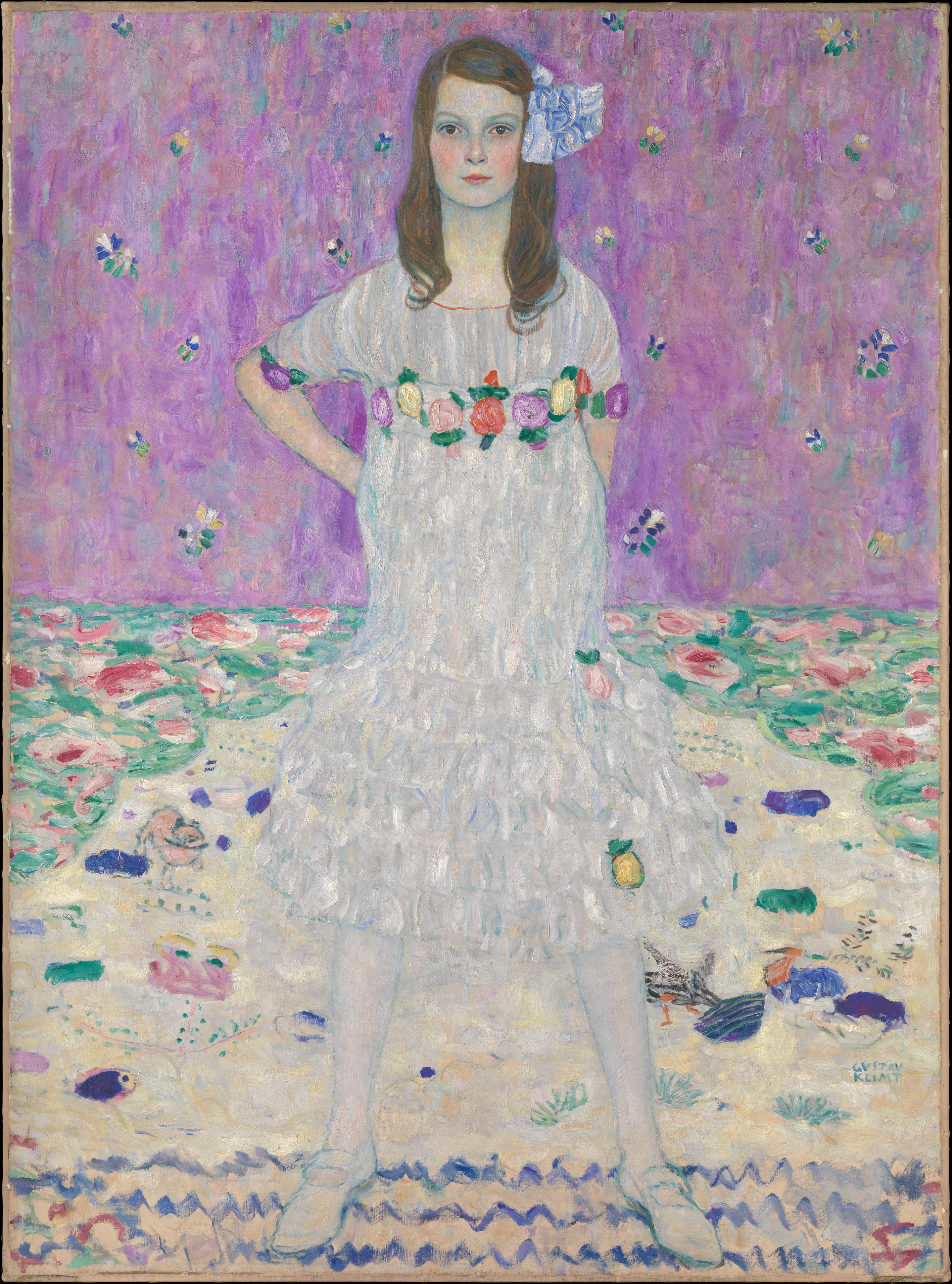
Mäda Primavesi, 1912-1913 – Metropolitan Museum of Art, New York.